# گمینا کالواریا زبژدووسکا
گمینا کالواریا زبژدووسکا (به لهستانی:  Gmina Kalwaria Zebrzydowska) یک گمینا در لهستان است که در شهرستان وادوویتسه واقع شده‌است. گمینا کالواریا زبژدووسکا ۷۵٫۳۲ کیلومتر مربع مساحت و ۱۹٬۲۱۰ نفر جمعیت دارد.